# 高橋康之
高橋 康之（たかはし やすゆき、1972年12月10日 - ）は、日本中央競馬会栗東トレーニングセンター所属の調教師で、元騎手、元調教助手。
和歌山県出身。身長152cm、体重45kg、血液型A型。
騎手時代、免許は平地競走の免許のみを所持。かつては障害競走の免許を所持しており、勝利を挙げている。
既婚者。

## 来歴
1992年、第8期生としてJRA競馬学校騎手課程を卒業しJRAの騎手免許を取得する。同期には後藤浩輝、小林淳一、上村洋行らがいる。デビュー時は池江泰郎厩舎所属だった。3月7日、JRA初騎乗となった中京競馬場での第4レースでは、14番人気だったショウザンジェンヌに騎乗し11着で、同日の第7レースに、1番人気で出走したラビットボールで勝利しJRA初勝利を挙げる。デビュー年は169戦11勝という成績だった。
1999年、障害初騎乗となったレースでは、13番人気だったマルカテンモンに騎乗し5着となる。
2000年、ブレーブテンダーに騎乗して障害4歳上オープンに勝利し、障害レース初勝利を挙げる。
2001年、1月1日付でフリーとなる。同年、地方競馬での初勝利を挙げる。
2006年、5月30日から6月20日までイギリス、アイルランドへ厩舎海外実習のために出張する。帰国後の6月21日付で栗東・岡田稲男厩舎所属となるも、9月20日付でふたたびフリーとなる。12月24日、阪神競馬場での2歳未勝利で8番人気だったイブキホークに騎乗し16着となった。このレース以降騎乗がなく、これが現役最後の騎乗となった。
2007年、6月29日に30日付で騎手を引退することが発表された。
引退レースはなく、2005年の障害競走をメイショウタローで制したのが現役最後の勝利となった。騎手成績は、JRA通算1408戦57勝（うち障害222戦8勝）、地方通算14戦1勝だった。
その後栗東・坪憲章厩舎で調教助手となる。
2011年12月8日、平成24年度新規調教師免許試験に合格したことが日本中央競馬会より発表された。
2022年9月3日、札幌2歳ステークスをドゥーラで制し、調教師としての重賞初制覇を果たす。

## 騎手成績
|            | 日付          | 競馬場・開催  | 競走名       | 馬名               | 頭数 | 人気 | 着順 |
| ---------- | ------------- | ------------- | ------------ | ------------------ | ---- | ---- | ---- |
| 初騎乗     | 1992年3月7日  | 1回中京1日4R  | 4歳未勝利    | ショウザンジェンヌ | 16頭 | 14   | 11着 |
| 初勝利     | 1992年3月7日  | 1回中京1日7R  | 5歳上500万下 | ラビットボール     | 16頭 | 1    | 1着  |
| 重賞初騎乗 | 1993年6月20日 | 4回京都2日11R | 金鯱賞       | パワーウイナー     | 13頭 | 13   | 12着 |

### 主な騎乗馬
- ラビットボール （4勝、のちに中山牝馬ステークスを制する）
- ヤマニンハイパー （3勝、やまゆりステークス）
- メイショウマキバコ （2勝、ドンクールの母）

## 調教師成績
|            | 日付           | 競馬場・開催   | 競走名                     | 馬名           | 頭数 | 人気 | 着順 |
| ---------- | -------------- | -------------- | -------------------------- | -------------- | ---- | ---- | ---- |
| 初出走     | 2014年3月8日   | 1回阪神3日5R   | 3歳未勝利                  | ウィアーワン   | 16頭 | 7    | 7着  |
| 初勝利     | 2014年4月12日  | 3回中山5日12R  | 4歳上1000万下              | スズカカイゼル | 16頭 | 10   | 1着  |
| 重賞初出走 | 2014年9月7日   | 2回小倉12日11R | 小倉2歳ステークス          | レオパルディナ | 17頭 | 1    | 2着  |
| 重賞初勝利 | 2022年9月3日   | 2回札幌7日11R  | 札幌2歳ステークス          | ドゥーラ       | 14頭 | 1    | 1着  |
| GI初出走   | 2014年12月14日 | 5回阪神4日11R  | 阪神ジュベナイルフィリーズ | アローシルバー | 18頭 | 18   | 14着 |

### 主な管理馬
- ドゥーラ（2022年札幌2歳ステークス、2023年クイーンステークス）[3]

## 主な厩舎所属者
※太字は門下生。括弧内は厩舎所属期間と所属中の職分。
- 永島まなみ（2021年 - 騎手）